# Ad Valvas (universiteitsblad)

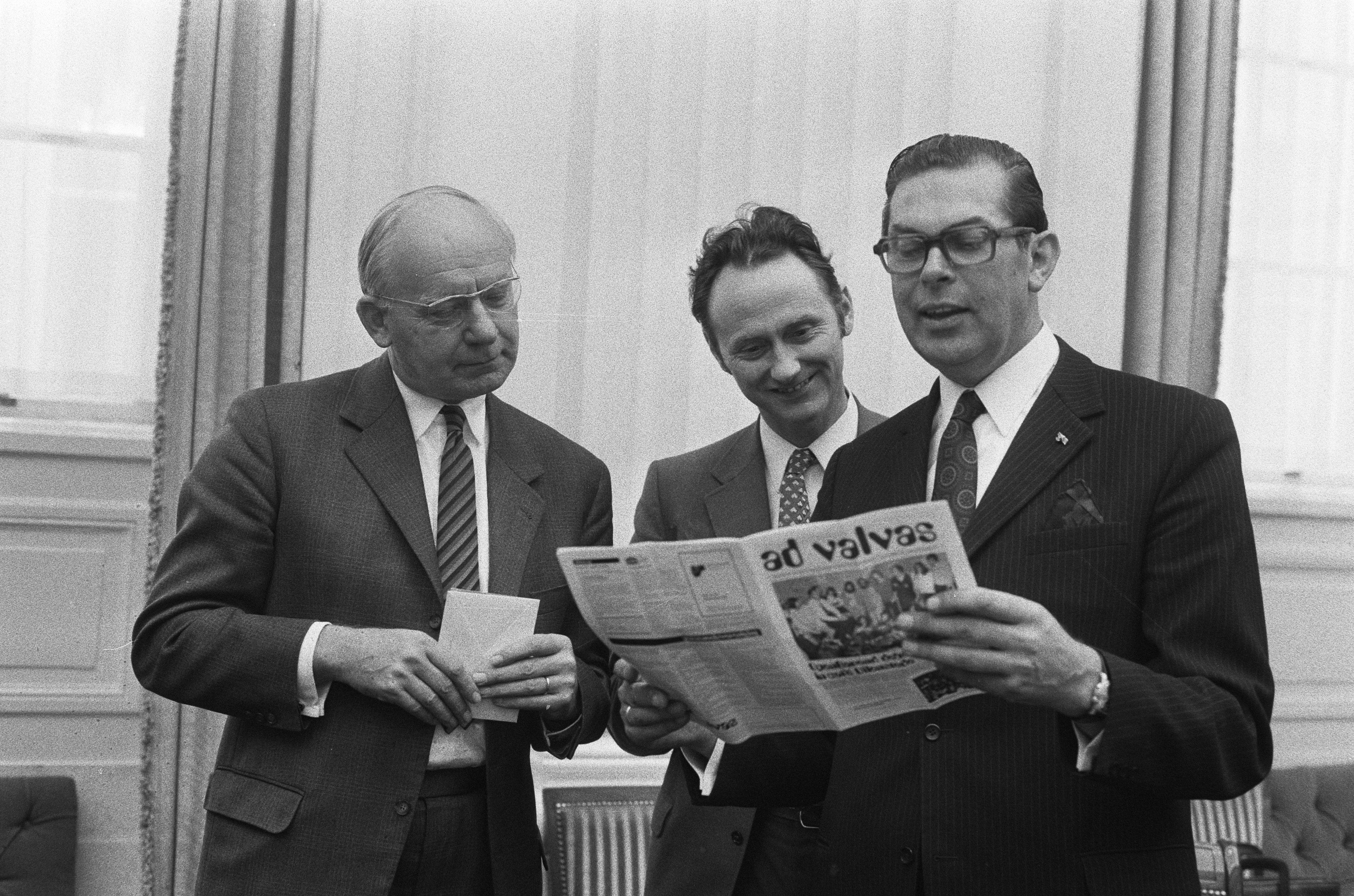
Minister-president Biesheuvel leest Ad Valvas (1971)

Ad Valvas is het onafhankelijke journalistieke platform voor medewerkers en studenten van de Vrije Universiteit Amsterdam. De redactie bevindt zich aan de De Boelelaan in Amsterdam.
Het blad verscheen voor het eerst bij de aanvang van het academisch jaar 1953-54. Lange tijd verscheen het elke donderdag, ca. 36 keer per jaar, maar met ingang van het collegejaar 2012-2013 werd dit tweewekelijks, 20 keer per jaar, op woensdagen.
De naam van het blad komt van de vroeger gebruikelijke aanduiding voor de plaats waar roosters en mededelingen werden opgehangen, nl. aan of bij de (dubbele) deuren, ad valvas.
In de 'roerige' jaren vanaf 1968 (waarin studentenprotesten en bezettingen van universiteiten aan de orde van de dag waren) probeerden universiteitsbladen zich onafhankelijker op te stellen van de universiteitsbesturen, waar zij voorheen vaak als mededelingenbladen van de universiteit werden gezien. Deze beweging ging ook aan Ad Valvas niet voorbij: in februari 1973 werd P.W. Bückmann, eindredacteur van Ad Valvas, geschorst en een maand later ontslagen, omdat hij tegen de uitdrukkelijke wens van het College van Bestuur van de Vrije Universiteit in,  een artikel over een van die bezettingen op de voorpagina plaatste. Drie van de vijf leden van de redactie stapten eveneens op, en het blad werd tijdelijk onder beheer van het Bureau Pers en Voorlichting van de universiteit gebracht.
Ook later was er nog sprake van wrijving tussen de redactie van Ad Valvas en het bestuur en de (gereformeerde) achterban van de Vrije Universiteit. In 1992 pleitte de hoogleraar A.Th. van Deursen voor een 'vloekvrij alternatief' voor Ad Valvas naar aanleiding van een in zijn ogen godslasterlijke parodie van Petrus aan de hemelpoort. In 2002 werd een artikel onder druk van het College van Bestuur niet geplaatst: het interview was niet in een goede sfeer verlopen en de geïnterviewde hoogleraar dreigde verstek te laten gaan bij de viering van de dies natalis.
Cartoonisten die mede bekendheid hebben verworven door hun werk voor Ad Valvas zijn Bas van der Schot en ‘Reid, Geleijnse en van Tol’ (Fokke & Sukke).